# Stanisław Sierankiewicz
Stanisław Sierankiewicz (ur. 23 marca 1883 w Krakowie, zm. 7 listopada 1936 w Jarosławiu) – polski samorządowiec okresu II Rzeczypospolitej, burmistrz Jarosławia.

## Życiorys
Urodził się 23 marca 1883 w Krakowie jako syn Józefa i Antoniny Sierankiewicz z domu Ehrlich. Do szkoły podstawowej, a następnie do gimnazjum, uczęszczał w Jarosławiu. Studiował na Politechnice Lwowskiej, którą ukończył 17 marca 1909 z tytułem inżyniera budownictwa. W latach 1910–1911 był adiutantem budownictwa na powiaty: Lwów, Gródek Jagielloński, Bóbrka i Janów. W 1912 roku został zatrudniony w jarosławskim magistracie na stanowisku inżyniera miejskiego. 10 listopada 1915 roku uzyskał uprawnienia budowlane. Do 1919 roku pełnił funkcję inżyniera miejskiego. Od 1920 radny Rady Miasta (po śmierci Piotra Kopystyńskiego). Po rozwiązaniu Reprezentacji Gminnej w 1924 został kierownikiem Tymczasowego Zarządu Gminnego. W 1927 wybrany został przez Radę Miejską burmistrzem Jarosławia. Wybór ten powtórzono w 1932 na kolejną kadencję. Podczas jego kadencji wybudowano elektrownię miejską, trzy domy dla bezdomnych, dwa bloki wojskowe przy ulicy Poniatowskiego, dokończono budowę miejskiej wiaty targowej oraz nadbudowano piętro szkoły budowlanej. Był współautorem panu urbanistycznego Jarosławia, umożliwiającego rozwój budownictwa indywidualnego. Dzięki jego staraniom jako przewodniczącego Towarzystwa Szkoły Handlowej utworzono w Jarosławiu Szkołę Handlową. Przez cały czas był czynnym projektantem. Był właścicielem firmy budowlanej ,,Rządowo upoważnieni inżynierowie budownictwa Frieser i Sierankiewicz”. Właściciel realności Trzeciego Maja 17. Zmarł 7 listopada 1936 w Jarosławiu, gdzie został pochowany na Starym Cmentarzu.

## Działalność społeczna
- Członek Ligi Ochrony Przeciwlotniczej i Przeciwgazowej (1934–1936)
- Członek Ligi Morskiej i Kolonialnej
- Członek Związku Strzeleckiego (1934–1936)
- członek zarządu powiatowego Koła Walki z Gruźlicą (1935–1936)
- członek Koła Ligi Ochrony Przyrody (1935–1936)
- członek zarządu Towarzystwa Budowy Domu Żołnierza (1933–1936)
- członek zarządu Towarzystwa Bursy im. Mikołaja Kopernika (1931–1936)
- członek zarządu Oddziału PCK w Jarosławiu (1935–1936)

## Odznaczenia
- 1928 – odznaka honorowa pułku 39 PPSL.

## Rodzina
Żonaty z Ireną Sierankiewicz (1895–1984) miał dwóch synów Józefa (1922–1944), Stanisława (zm. 1975) i córkę Irenę (1912–1974).